# Iglesia de San Pedro Fiz
La Iglesia de San Pedro Fiz o San Pedro Félix (en gallego: Igrexa Parroquial de San Pedro Fiz do Hospital) es una iglesia románica de finales del siglo XII que se encuentra en la parroquia de Hospital, en el municipio de Incio, en Galicia, España.
Fue declarada Monumento Nacional, hoy Bien de Interés Cultural, el 19 de junio de 1981.

## Historia
Junto con la cercana iglesia de Puertomarín, pertenecían a la Orden Hospitalaria de San Juan de Jerusalén. La iglesia formaba parte de un complejo fundado por la Orden Hospitalaria de San Juan de Jerusalén, formado por una fortaleza, hospedería, hospital y la propia iglesia donde se acogían a necesitados y peregrinos. Durante siglos mantuvieron su Encomienda (una de las siete existentes en Galicia) realizando una labor de acogida y hospitalaria en esta variante del Camino de Santiago. De las dos torres defensivas románicas existentes, solo queda una, reconvertida posteriormente en una torre campanario exenta y de la otra, sus restos sirvieron para construir en el siglo XVI el panteón de los señores de Quiroga.

## Características

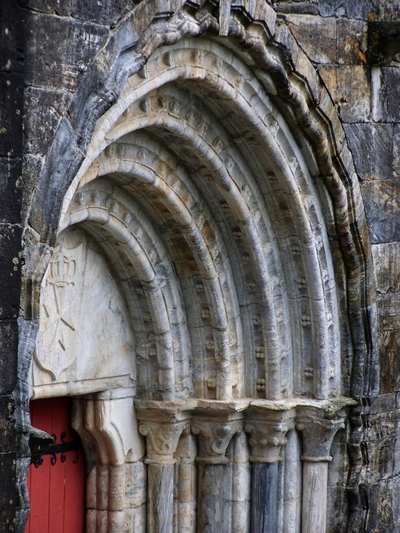
Portada románica de la iglesia con cuatro arquivoltas y tímpano con escudo coronado de la cruz de Malta

Su construcción se realizó con sillares de piedra caliza y mármol, procedente de una cantera cercana, característica esta última que la hace única en España.
La fachada principal, encuadrada por dos anchos contrafuertes contiene una portada románica a poniente, con cuatro arquivoltas de medio punto de baquetones, decorada la escocia con rosetas. La portada está envuelta en un zigzagueado. Las ocho columnas llevan capiteles sencillos de tipo vegetal. El tímpano adintelado está decorado con una cruz de Malta coronada, símbolo de la Orden Hospitalaria de la Orden de San Juan que está datado en fecha posterior.
En el lado meridional existe un porche adosado que protege una segunda portada con dos arquivoltas y también con una cruz de Malta decorada en su tímpano.
El interior consta de una sola nave con presbiterio y ábside poligonal, cubierta con bóveda de cañón con nervios de refuerzo apoyados en columnas angulares que la hacen tripartita en la cabecera. Algunos capiteles de estas columnas llevan decoración zoomórfica.
El presbiterio se abre con un arco triunfal y otro, separa el mismo del ábside, sobre el que se encuentra colgado un Cristo crucificado de cuatro clavos de brazos articulados con probable datación del siglo XIV.
La nave está dividida en tres tramos mediante dos pares de pilastras con semicolumnas adosadas al muro. En el muro septentrional se encuentra un arcosolio en mármol del siglo XV con sepulcro de don fray Álvaro de Quiroga, comendador del Priorato Sanjuanista de Puertomarín. Según una leyenda local, el día que se levante la tapa del sepulcro, se derrumbará la iglesia.
Durante la restauración de la iglesia en 1986, se encontró entre los escombros del presbiterio una pieza esculpida de excepcional valor que probablemente pertenecería a una decoración de un sepulcro o a un frontal del altar. Representa a Cristo crucificado con dos caras encima de sus brazos que representan al Sol y la Luna y abajo, dos personajes que parecen estar, uno en reverencia y otro orando.